# Швидкісна залізниця Ерфурт — Лейпциг/Галле
Високошвидкісна залізниця Ерфурт-Лейпциг/Галле (нім. Neubaustrecke Erfurt–Leipzig/Halle) — високошвидкісна залізниця у Німеччині, завдовжки 123 км, між Ерфуртом та Лейпцигом та Галле.
Позначена у Федеральному транспортному плані Німеччини (нім. Bundesverkehrswegeplan) як "Проект залізниці Німеччини № 8.1" (нім. Verkehrsprojekt Deutsche Einheit Schiene, VDE 8.1) і є секцією високошвидкісного маршруту Мюнхен — Берлін, частина лінії 1 Транс'європейських транспортних мереж (TEN-T) та на осі схід-захід між Дрезденом та Франкфуртом. На північ сполучена з раніше закінченими залізницями Берлін — Галле та Лейпциг (VDE 8.3), а на півдні — високошвидкісною залізницею Нюрнберг — Ерфурт (VDE 8.1), яка була відкрита у грудні 2017 року. Час у дорозі з Мюнхена до Берліна скоротили приблизно до чотирьох годин.
Проектна швидкість становить понад 300 км/год, зменшена до 160 км/год на відзгалуженні до Галле. На дільниці побудовано три тунелі загальною довжиною — 15,4 км та шість віадуків — загальною довжиною понад 14,4 км. Віадук Заале — Ельстер завдовжки 6465 метрів — найдовша мостова конструкція у Німеччині та найдовший залізничний міст Європи. Віадук Унструт — завдовжки 2668 м — другий по довжині залізничний міст у Німеччині.
Експлуатація залізниці розпочалося 13 грудня 2015 року. Це скоротило час подорожі для Intercity-Express на відстані 121 км між Ерфуртом та Лейпцигом з 70 до 43 хвилин та для відстані 92 км між Ерфуртом та Галле з 75 до 34 хвилин.
Вартість проекту була оцінена в середині 2014 року в 2,967 млрд євро.